# Adrasto de Afrodísias
Adrasto de Afrodísias (em grego:  Ἄδραστος ὁ Ἀφροδισιεύς) foi um filósofo peripatético que viveu no século II d.C.. Ele foi o autor de um tratado sobre a organização dos escritos de Aristóteles e seu sistema de filosofia, citado por Simplício e por Aquiles Tácio. Alguns comentários dele sobre o Timeu de Platão também são citados por Porfírio, e um tratado sobre as Categorias de Aristóteles por Galeno. Nenhum deles sobreviveu. Ele era um matemático competente, cujos escritos sobre harmônicos são frequentemente citados por Teão de Esmirna nas seções remanescentes de seu Sobre o Uso da Matemática Para a Compreensão de Platão. No século XVII, um trabalho de Adrasto sobre harmônicos, Περὶ Ἁρμονικῶν ("Sobre Harmônicos"), foi dito por Gerhard Johann Vossius ter sido preservado, em manuscrito, na Biblioteca do Vaticano, embora o manuscrito pareça não existir mais, se de fato isso não foi um erro da parte de Vossius.
Adrasto de Filipos também é relatado por Estêvão de Bizâncio, como um filósofo peripatético, ele é presumivelmente o mesmo filósofo, a menos que houvesse um discípulo anterior diferente de Aristóteles.